# Hacinas
Hacinas ist ein Ort und eine Gemeinde (municipio) mit 147 Einwohnern (Stand: 2024) im Zentrum der Provinz Burgos in der Autonomen Gemeinschaft Kastilien und León. Hacinas liegt in der Comarca und der Weinbauregion Sierra de la Demanda.

## Lage und Klima
Die Gemeinde Hacinas liegt etwa 60 Kilometer südöstlich der Provinzhauptstadt Burgos in einer Höhe von ca. 996 m. Das Klima ist gemäßigt bis warm; Regen (ca. 550 mm/Jahr) fällt übers Jahr verteilt.

## Wirtschaft
Die Region ist seit Jahrhunderten von der Landwirtschaft geprägt.

## Sehenswürdigkeiten
- Kirche von Hacinas
- Ermita de Santa Lucía
- fossile Bäume (um 1940 geborgen) im Ort und Museum (seit 2009)

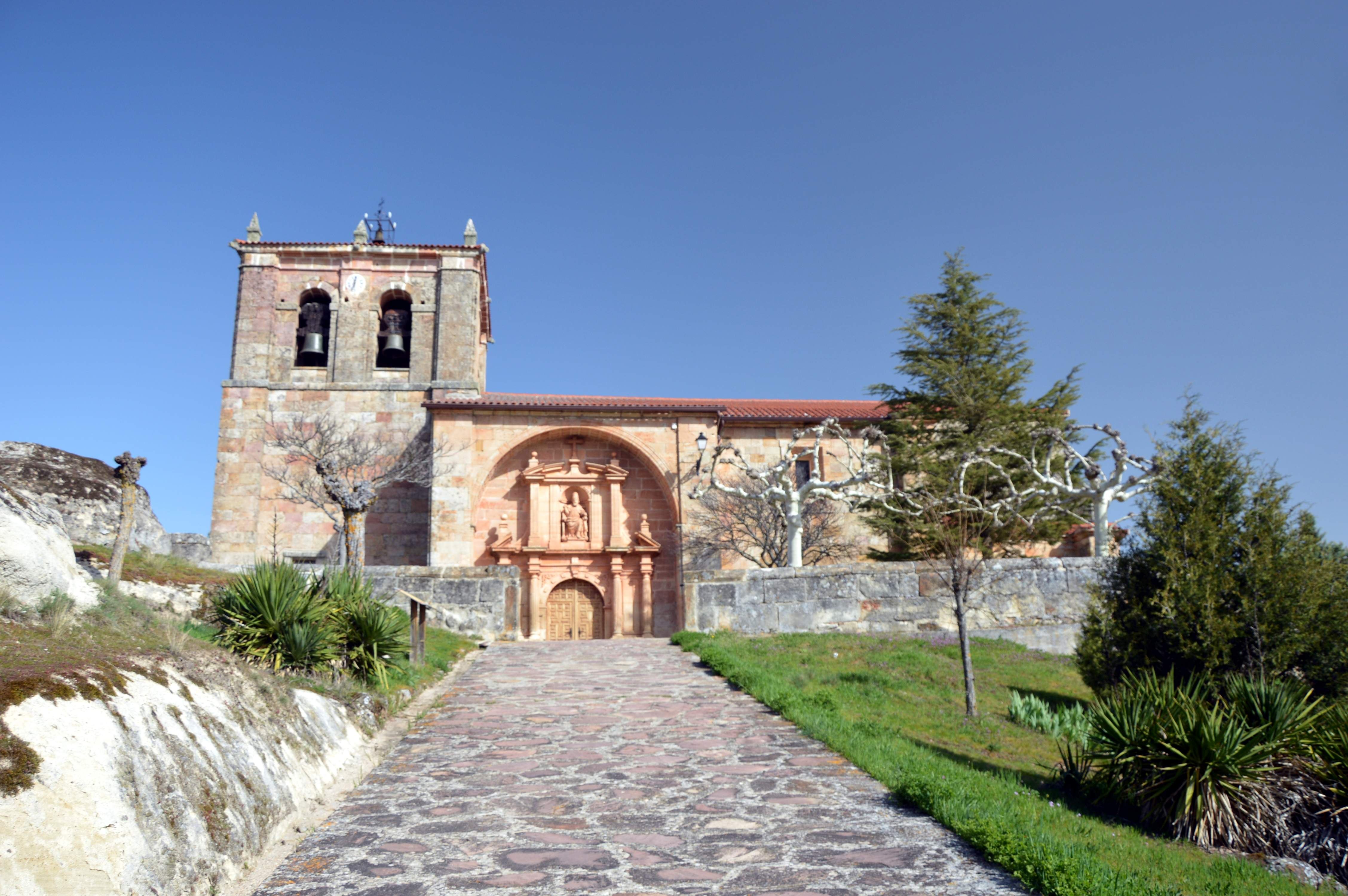
Kirche
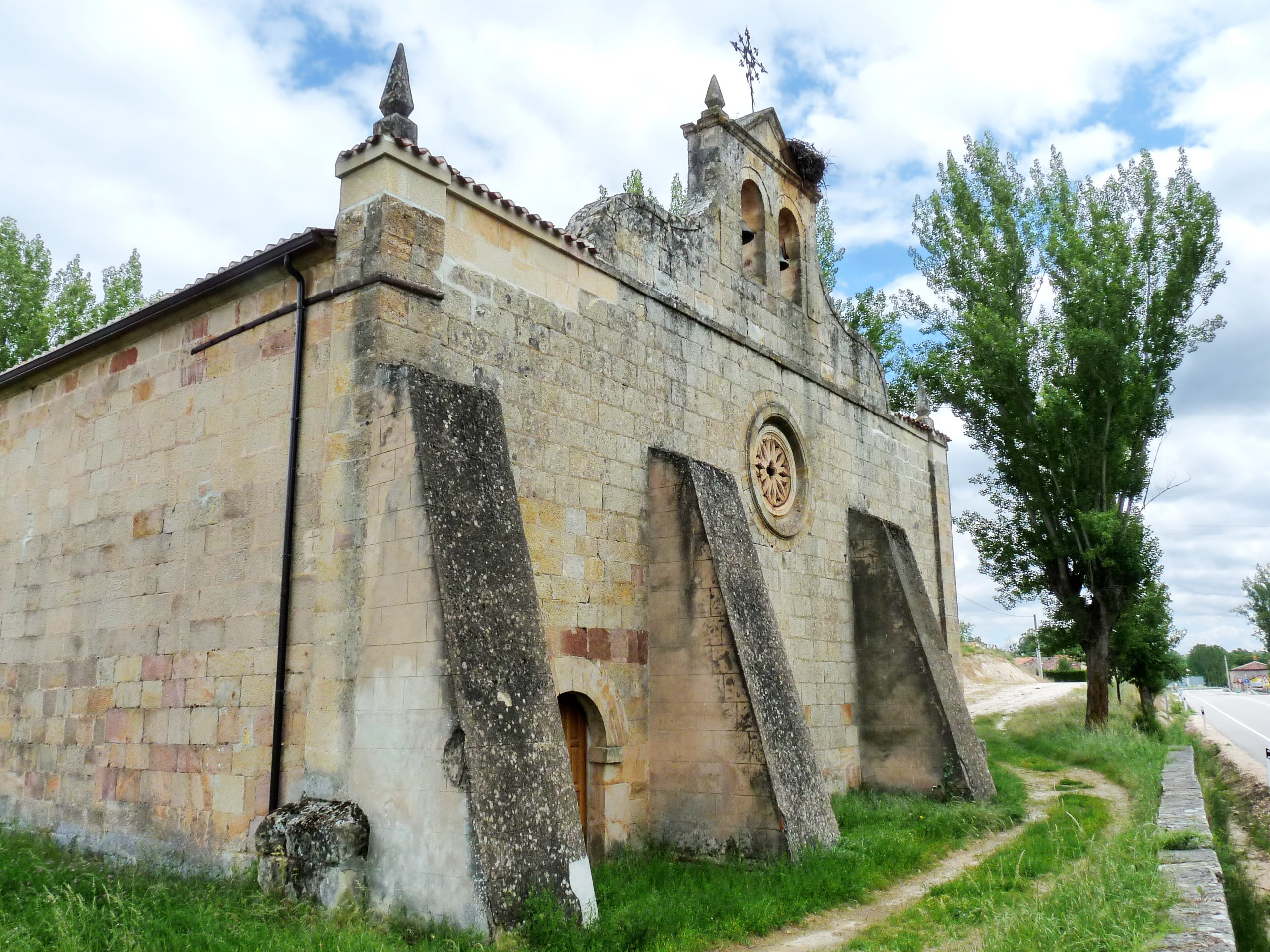
Ermita de Santa Lucía
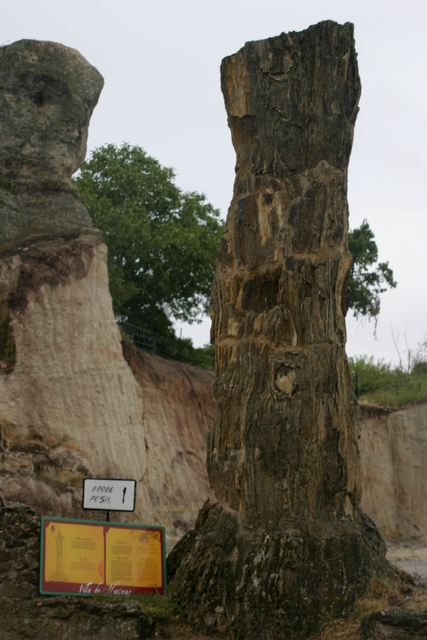
Fossilierter Baum

## Gemeindepartnerschaft
Mit der spanischen Gemeinde Casas de Guijarro in der Provinz Cuenca (Kastilien-La Mancha) besteht eine Partnerschaft.

## Persönlichkeiten
- Buenaventura Alonso Gómez (1925–2008), Jesuit